# Франц фон Зикинген (фрайхер)
Франц фон Зикинген (на немски: Franz Freiherr von Sickingen; * 8 февруари 1629; † 6 ноември 1715 в Майнц) е фрайхер от род Зикинген от Крайхгау в Баден-Вюртемберг.
Той е син на фрайхер Йохан Швайкхард фон Зикинген (1592 – 1666) и съпругата му Урсула фон Далберг (1602 – 1664), дъщеря на Волфганг Фридрих фон Далберг, господар на Хернсхайм и Далберг († 1621) и Урсула фон Керпен (1580/1581 - 1611). Внук е на фрайхер Швайкхард фон Зикинген († ок. 1642) и Мария Магдалена фон Кронберг (* ок. 1572). Правнук е на Франц фон Зикинген (1539 – 1597) и Анна Мария фон Фенинген († 1582).
Франц фон Зикинген умира на 86 години на 6 ноември 1715 г. в Майнц. Фамилията е издигнатана 19 февруари 1790 г. на имперски графове.

## Фамилия
Франц фон Зикинген се жени на 28 септември 1653 г. за графиня Анна Маргарета фон Метерних-Винебург-Байлщайн († 1700 в Хайделберг), дъщеря на фрайхер Вилхелм фон Метерних-Винебург-Байлщайн († 1652) и Анна Елеонора Брьомзер фон Рюдесхайм († 1658). Те имат една дъщеря:
- Анна Лиоба фон Зикинген-Зикинген (* 1666, Майнц; † 12 септември 1704, Майнц), омъжена на 29 юни 1688 г. за фрайхер Йохан Ервайн фон Грайфенклау цу Фолрадс (* 19 февруари 1663; † 1 март 1727)